# سولومون موسى
سولومون موسى (بالإنجليزية: Solomon Musa)‏ هو سياسي سيراليوني، ولد في 1966، وتوفي في 1999.